# Geschichte von Frederikshavn

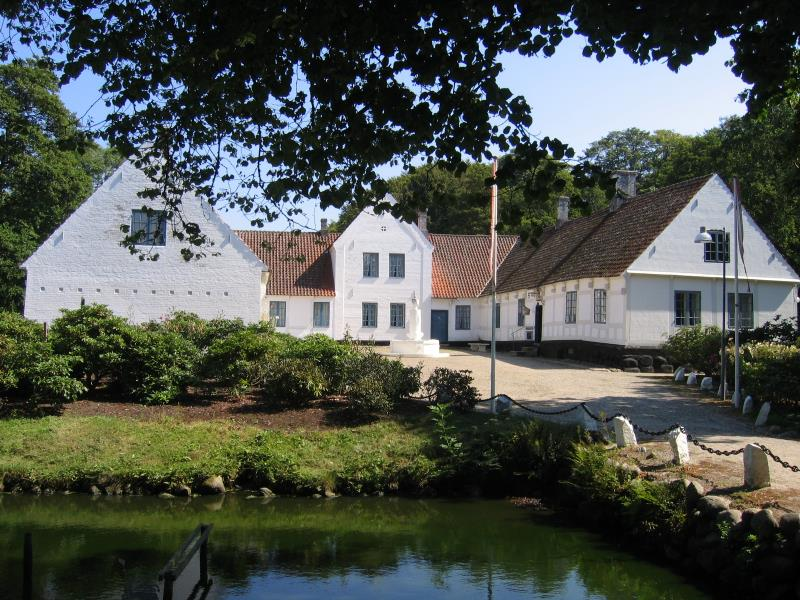
Bangsbo Herrensitz, heute Museum der Stadt- und Regionalgeschichte Frederikshavns

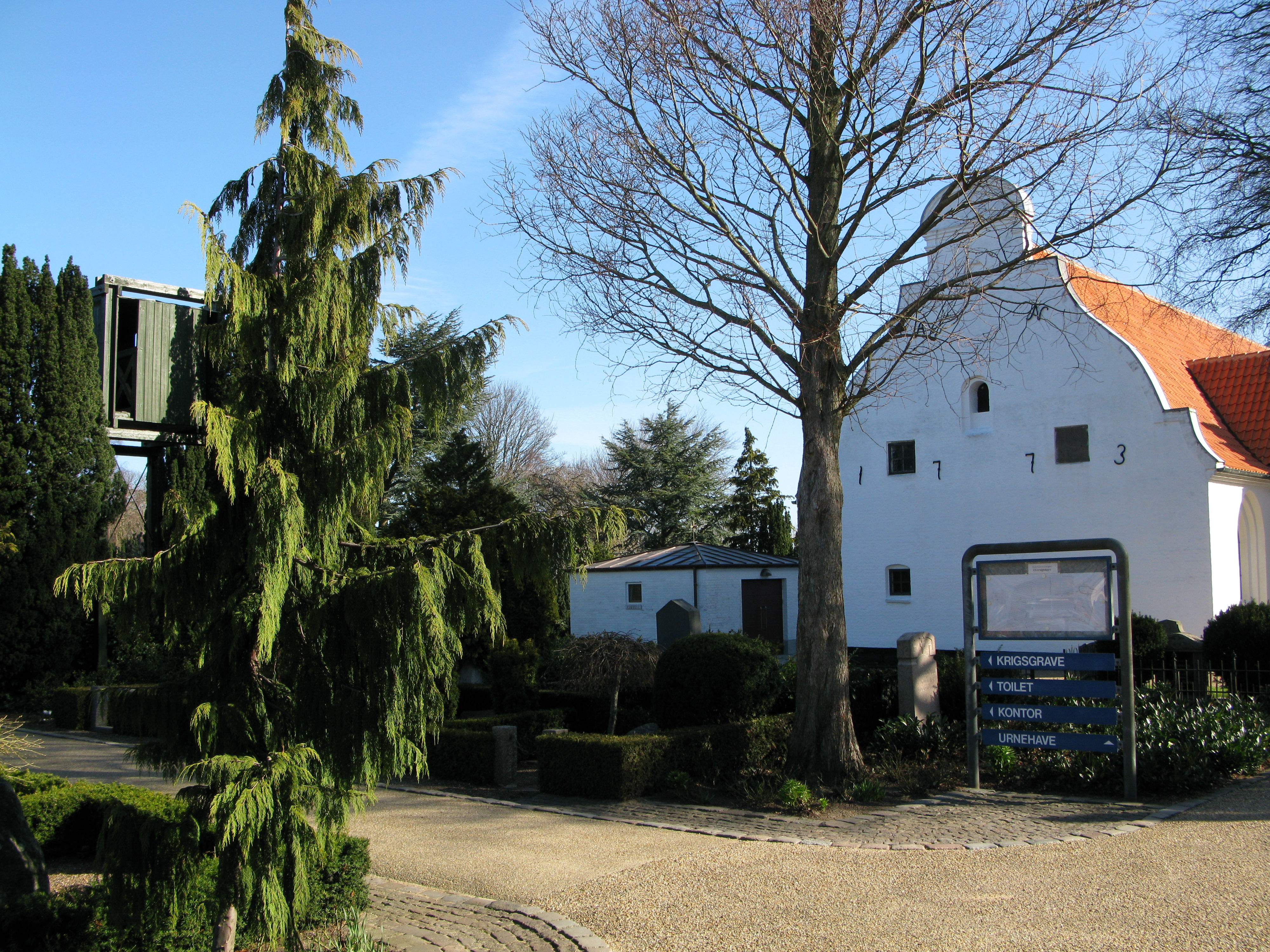
Die Kirche von Fladstrand

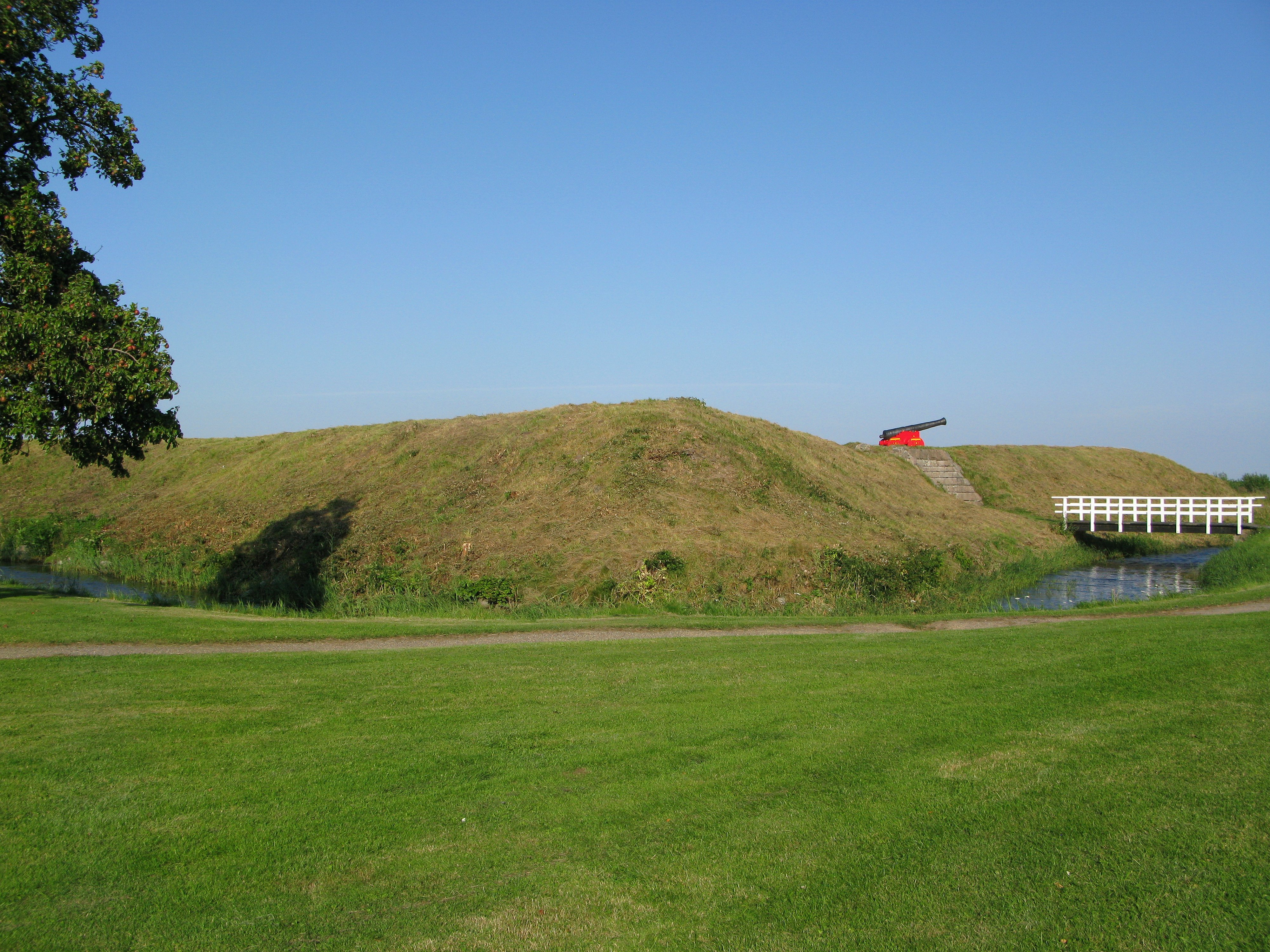
Nørdre Skanse die nördliche Verteidigungsanlage Fladstrands

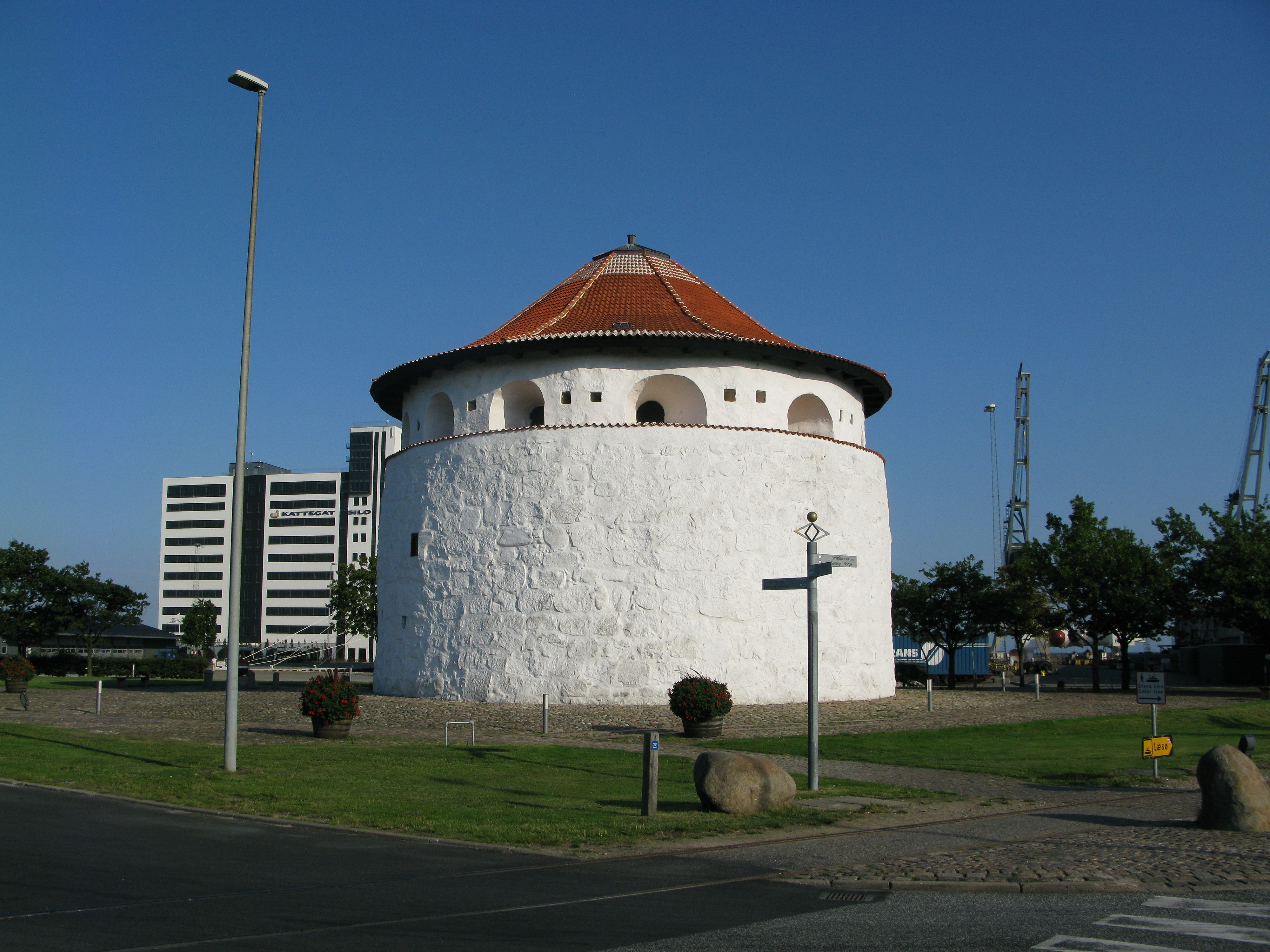
Der Krudtårnet, die südliche Verteidigungsanlage von Fladstrand

Seit vielen Jahrtausenden ist das Gebiet um Frederikshavn in Nordjütland bewohnt. Es gibt im Stadtgebiet zahlreiche archäologische Funde aus der Steinzeit und der Wikingerzeit, unter anderem sind zahlreiche Grabhügel erhalten. Im Mittelalter entstanden die Siedlungen Fladstrand und Bangsbo. 1818 erhielt Fladstrand durch König Frederik VI. die Stadtrechte und wurde in Frederikshavn umbenannt.

## Erste Besiedlung
Die Lage am Kattegat war entscheidend für die ersten Wohnplätze im Gebiet des heutigen Frederikshavns. So war Küstenfischerei möglich. Es finden sich Belege für eine mittelsteinzeitliche Besiedlung ab dem 7. Jahrtausend v. Chr. Bei den Donbækgårdene finden sich mehr als 60 Grabhügel aus späterer Zeit. Bei Gærum existieren Gräber aus der Bronzezeit. Bei Tolne wurden Überreste von eisenzeitlichen Behausungen entdeckt. Die meisten dieser Funde sind aus steingebaute Kellern bei Løgten Mark, die vermutlich als Lagerraum genutzt wurden.
Aus dem Mittelalter stammen zwei Schiffsfunde: Ein Schiff, welches in einem Fluss bei Elling gefunden wurde. Es wurde auf 1164 datiert und ähnelt in der Bauweise einem Wikingerschiff. Man kann es im Bangsbomuseum betrachten. Ein weiteres Schiff, datiert auf 1346, wurde in der Mündung der Elling Å gefunden. Durch zunehmende landwirtschaftliche Nutzung entstanden Herrenhäuser, wie der Bangsbo Herregård, welcher 1364 erstmals erwähnt wird, und der Knivholt Herregård. In dieser Zeit wurden die ersten Kirchen um das spätere Frederikshavn errichtet. Die Position wurde meist so gewählt, dass die Türme gleichzeitig als Landmarken und Seezeichen dienten. Die erste dieser Kirchen ist die Skærum Kirke (1150–1250), die nach 1200 errichteten Flade Kirke, Gærum Kirke, Åsted Kirke und Elling Kirke ähneln ihr deutlich.
Im 16. Jahrhundert entstanden um den Knivholt Herregård im Norden und Bangsbo Herregård im Süden die kleinen Dörfer Bangsbostrand, Nyholmstrand, Båder und Fladstrand, wobei 1568 Bangsbostrand aus 10 und Fladstrand aus 16 Hütten bestand.

## Fladstrand
Fladstrand bestand ursprünglich aus einigen Fischerhütten. Noch heute finden sich einige typische Fiskerklyngen. Aufgrund der Niederlage des dänisch-norwegischen Königs Christian IV. im Dreißigjährigen Krieg wurde es notwendig, den Hafen von Fladstrand zu schützen. Aus diesem Grund wurde die Nørdre Skanse 1627 angelegt. Die ursprüngliche Schanze wurde durch Deutsche angelegt, die Jütland in dieser Zeit besetzt hielten. 1629 wurde Dänemark von den deutschen Truppen verlassen. Während des Schonischen Krieges wurde die Nørdre Skanse modernisiert und im Süden Fladstrands die Søndre Skanse angelegt. In den Folgejahren wurde Norwegen per Schiff von Fladstrand mit Korn versorgt, sodass eine weitere Sicherung durch eine Festung nötig wurde. Auf einer etwas vorgelagerten Halbinsel im Süden Fladstrands wurde 1686 ein runder Steinturm errichtet, der den Hafen mit Kanonen verteidigte. Dieser Krudtårnet kann noch heute besichtigt werden, steht heute allerdings nicht mehr auf seiner ursprünglichen Position. Nun lag Fladstrand und sein Hafen in einer Bucht zwischen der Nørdre Skanse und dem Krudtårnet, weiter südlich befand sich zudem die Søndre Skanse.
Durch den gut geschützten Hafen nahm der Handel zu, sodass 1681 die Zollverwaltung von Sæby nach Fladstrand verlegt wurde. 1690 erhielt dieser Ort eine eigene Kirche, die Fladstrand Kirke.
Im Großen Nordischen Krieg von 1709 bis 1720 nutzte Peter Wessel Tordenskiold Fladstrand als Ausgangspunkt zahlreicher Konvoifahrten nach Norwegen und seine Angriffe auf Schweden. 1719 konnte Tordenskjold durch eine Kriegslist mit nur 700 Soldaten die Schwedische Festung Marstrand einnehmen. Diesem Ereignis wird in Frederikshavn jährlich auf den Tordenskloldtagen gedacht.
Mit dem Einsetzen des Kriegs gegen England von 1807 bis 1814 wurde südlich des Krudtårnets ein Hafen unter anderem für Kriegsschiffe angelegt. Dies wurde bereits 1805 beschlossen, jedoch erst 1810 bis 1812 realisiert.

## Fladstrand wird zu Frederikshavn
Fladstrand wuchs schnell und wurde durch den befestigten und militärisch gesicherten Hafen zu einem wichtigen Handelsplatz in Norddänemark. Am 23. September 1818 erhielt Fladstrand durch König Frederik VI. die Kaufstadtsrechte und wurde in Frederikshavn umbenannt. Bereits in den dreißiger Jahren des 17. Jahrhunderts wurde der Hafen durch den Kaufmann Frantz Übersax erweitert. Die Stadt erhielt eine Apotheke und weitere repräsentative Gebäude wie ein Zollhaus, ein Gericht und Kaufmannshäuser. Landstraßen Richtung Skagen im Norden, Hjørring und Sæby im Süden wurden angelegt.
Ab 1852 wurden feste Fährverbindungen eingerichtet, zunächst nach Kopenhagen, einige Jahre später nach Oslo, Nyborg, Kiel und ab 1881 nach Göteborg. 1871 wurde die jütländische Bahnstrecke über Hjørring nach Aalborg eingeweiht. 1890 folgte die Bahnlinie nach Skagen, 1899 die nach Sæby. Der Bahnhof wurde auf dem Gelände des heutigen Rathauses von Frederikshavn angelegt. Mit der Schließung der Strecke nach Sæby 1962 wurde der Bahnhof auf das heutige Areal an der Frederikshavn Kirke verlegt.
Mit Einsetzen der Industrialisierung in Dänemark wurde der Hafen erweitert und Werften mit Zulieferbetrieben gegründet. 1871 entstanden die Werften Danyard und Frederikshavn Værft & Tørdok, 1883 wurde die Motorenfabrik von Burmeister & Wain gebaut, aus der später MAN B&W Alpha Diesel hervorging. Durch die zugezogenen Arbeiter verdoppelte sich von 1870 bis 1890 die Einwohnerzahl Frederikshavns. Die bestehende Fladstrand Kirke wurde zu klein, sodass 1890 bis 1892 die deutlich repräsentativere Frederikshavn Kirke mit über 1100 Sitzplätzen errichtet wurde. Bereits 1902 entstand ein weiterer Kirchbau im Süden der Stadt, die Bangsbostrand Kirke.

## Frederikshavn in den Weltkriegen

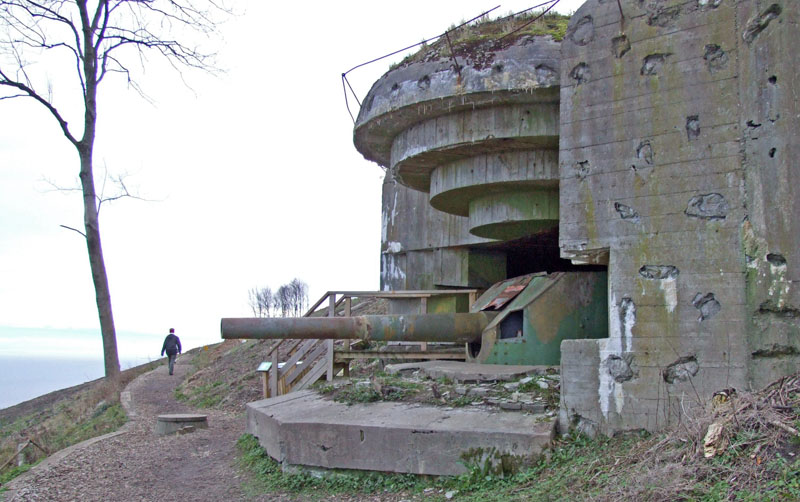
Kanonen am Pikkerbakken aus dem Zweiten Weltkrieg

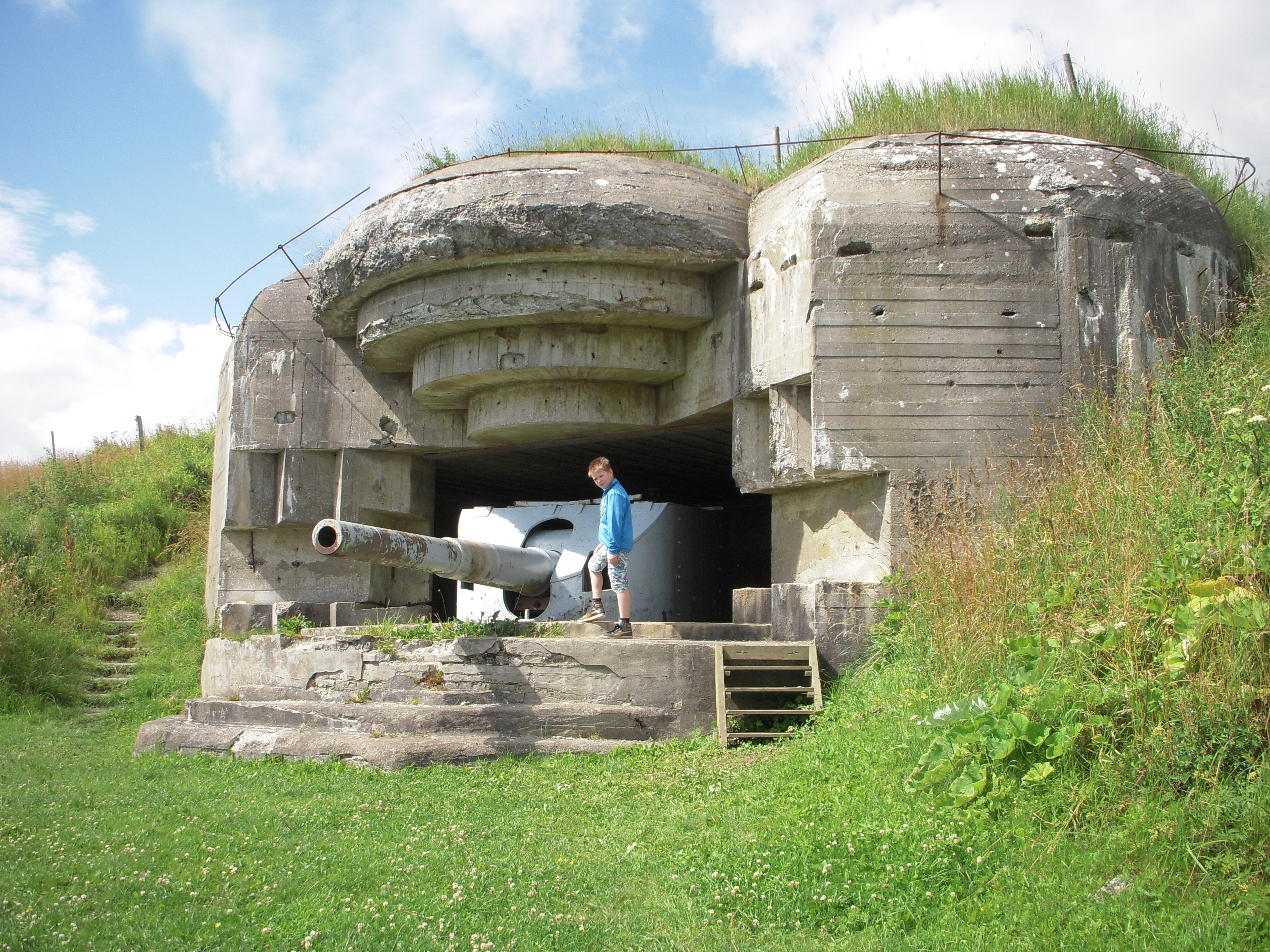
Bangsbo Fort

Im Ersten Weltkrieg waren etwa 300 Soldaten in Frederikshavn stationiert, welche die Kattegatküste schützen sollten. Dazu wurden Verteidigungsanlagen am Hügel Pikkerbakken bei Bangsbostrand angelegt.
Der Zweite Weltkrieg war deutlich einschneidender für Frederikshavn. 1940 wurde Dänemark von deutschen Truppen besetzt. Diese errichteten Bunker und Verteidigungsanlagen am Pikkerbakken und am Nordstrand. Der Hafen wurde als Basis von Kriegsschiffen genutzt, die in Schlachten auf dem Skagerrak und gegen Norwegen eingesetzt wurden. Westlich von Frederikshavn wurde ein Flugplatz (Flughafen-Stützpunkt-Kommando 8/XI) angelegt. Am Hafen und rund um die Stadt baute man zahlreiche Bunker, Panzergräben und Minensperren. Frederikshavn erhielt den Status eines Verteidigungsbereichs. Lediglich drei andere Städte in Dänemark erhielten diesen Status, Hanstholm, Esbjerg und Aalborg. Frederikshavn war Bestandteil des Atlantikwalls, Generalfeldmarschall Rommel inspizierte 1943 die Anlagen in Frederikshavn, von denen Stellungen in ganz Vendsyssel koordiniert wurden. Von den 350 Anlagen in Stadtareal von Frederikshavn sind heute noch etwa 250 erhalten.
Im Mai 1945 wurde Dänemark durch die britischen Truppen befreit. Die Folgen des Krieges sind auf dem Friedhof der Fladstrand Kirke zu sehen, auf dem sich zahlreiche Kriegsgräber befinden.

## Frederikshavns neuere Geschichte
Nach dem Krieg setzte Frederikshavn sein Wachstum fort. Durch die Gründung der NATO wurde der Marinehafen erweitert. Später wurden hier die Eisbrecher für Grönland, sowie das 1934 in Frederikshavn gebaute Segelschulschiff Georg Stage und die königliche Yacht Dannebrog stationiert.
Zwar wurde Frederikshavn schon 1905 weitestgehend elektrifiziert, die Umstellung auf Wechselstrom erfolgte jedoch 1950. Damit einhergehend war ein Ausbau der Werft und der Bau einer Eisfabrik, welche die Kühlung von Fisch sicherstellte.
Durch die Kommunalreform 1970 wurden die Gemeinden Flade, Gærum, Åsted, Skærum und Elling der Stadt Frederikshavn zugeordnet. Ein neues Rathaus wurde errichtet.
In den 1980er Jahren geriet die Werftindustrie in eine Krise, zudem ging durch Abschaffung des zollfreien Einkaufs auf den Fähren in den 1990er Jahren der Tourismus zurück. Dies hatte einen rapiden Anstieg der Arbeitslosigkeit zur Folge. Als Gegenmaßnahme wurde versucht, Anreize für Tourismus und Handel zu setzen, so der Ausbau der Fußgängerzone. Das Krankenhaus wurde ausgebaut und ist heute eines der größten in Norddänemark.
Die Werftindustrie konnte wieder belebt werden, teilweise werden in den Werften Windkraftanlagen gebaut. Der Hafen bietet etwa 1800 Arbeitsplätze.
2007 erfolgte eine weitere Kommunalreform in Dänemark. Seitdem gehören die Städte Skagen und Sæby zu Frederikshavn.